# Gmina Kula Norinska
Gmina Kula Norinska (chorw. Općina Kula Norinska) – gmina w Chorwacji, w żupanii dubrownicko-neretwiańskiej. W 2011 roku liczyła 1748 mieszkańców, a w 2021 roku 1487.

## Miejscowości
Gmina składa się z następujących miejscowości:
- Borovci
- Desne
- Krvavac
- Krvavac II
- Kula Norinska
- Matijevići
- Momići
- Nova Sela
- Podrujnica